# Четвърти пехотен плевенски полк
Четвърти пехотен плевенски полк е български пехотен полк, част от Девета пехотна плевенска дивизия и един от първите 8 полка на българската войска.

## Формиране
Четвърти пехотен плевенски полк е формиран под името Четвърти пеши плевенски полк с указ № 41 на 12 октомври 1884 г. в Ловеч. В състава му влизат Видинска № 10 пеша дружина, Ловчанска № 13 пеша дружина и Севлиевска № 14 пеша дружина, а за командир на полка е назначен подполковник Сергей Манаев. С приказ №52 от 14 септември 1885 г. за командир на полка е назначен капитана от 5-и пехотен дунавски полк Никола Петров. За командири на дружините са назначени – на 1-ва капитан Лука Иванов, на 2-ра капитан Атанас Мандаджиев, на 3-та капитан Христо Лазаров и на 4-та капитан Иван Попов.

## Сръбско-българска война (1885)
През Сръбско-българската война полкът е командван от капитан Никола Петров. Мобилизационният състав от 3715 души е разпределен в четири кадрови и една запасна дружина, всяка от които с четири роти от по четири взвода. Полкът воюва в състава на Трънския, Сливнишкия и Царибродския отряди, които отразяват настъплението на сръбската Нишавска армия. В боевете при Три Уши и Мека црев (част от Сливнишкото сражение) на 7 ноември 1-ва, 3-та и 4-та дружина от полка разгромяват Дунавската дивизия и създават условия за настъпление по целия фронт. На 11 ноември 4-та дружина освобождава Цариброд. Общите загуби на полка през войната възлизат на 140 убити и 520 ранени.
От септември 1888 г. полкът е на гарнизон в Плевен. На следващата година 1-ва и 4-та дружина формират 4-ти пехотен полк (в двудружинен състав), а от другите се сформира 16-и Ловчански пехотен полк с щаб в Плевен. При Фердинанд след раждането на престолонаследника полкът е преименуван на Четвърти пехотен Плевенски на Н.Ц.В. Престолонаследника полк (още известен като Четвърти пехотен Плевенски на Негово Царско Височество Престолонаследника Княз Борис Търновски полк).

## Балкански войни (1912 – 1913)
През Балканската война (1912 – 1913) полкът влиза в състава на 9-а пехотна плевенска дивизия и взима участие в атаките при Чаталджанската позиция (4 – 6 ноември 1912) и по-точно в участъка Каракол – Нокта – Курт-дере. От 3 до 31 март участва в боевете източно от с. Акалан.
През Междусъюзническата война (1913) полкът остава в състава на 9-а пехотна плевенска дивизия, сражава се срещу сърбите при Габровци по десния бряг на река Тимок (22 – 25 юни) и срещу гърците при Мехомия и Пределските ханчета (в хода на Кресненското сражение, 17 – 18 юли).

## Първа световна война (1915 – 1918)
През Първата световна война (1915 – 1918) полкът влиза в състава 1-ва бригада от 9-а пехотна плевенска дивизия, от състава на Първа армия.
В началото на българското участие във войната полкът разполага със следния числен състав, добитък, обоз и въоръжение:
| Числен състав                                       | Добитък   | Обоз                                                    | Въоръжение                           |
| --------------------------------------------------- | --------- | ------------------------------------------------------- | ------------------------------------ |
| Офицери: 67 Чиновници: 3 Подофицери и войници: 5233 | Коне: 458 | Обикновени коли: 59 Товарни коли: 156 Специални коли: 4 | Пушки и карабини: 4539 Картечници: 4 |

Участва в битката за Дойран.

## Между двете световни войни
На 1 декември 1920 година в изпълнение на клаузите на Ньойския мирен договор полкът е реорганизиран в Четвърта пехотна плевенска дружина. През 1928 година от 4-та пехотна плевенска дружина и 3-та жандармерийска дружина се формира отново Четвърти пехотен плевенски полк. През 1932 година с указ №20 от 19 ноември полкът е преименуван на Четвърти пехотен Плевенски на Негово Величество полк. До 1938 година продължава да носи явното си название 4-та пехотна плевенска дружина.

## Втора световна война (1941 – 1945)
В началото на Втората световна война (1941 – 1945) полкът е мобилизиран (1941) и разположен на югоизточната граница на България, а от юли 1942 година влиза в състава на 1-ви български окупационен корпус с който взема участие в първата фаза на заключителния етап на войната, в състава на 9-а пехотна плевенска дивизия.
По времето когато полкът е на фронта (1912 – 1913, 1915 – 1918, 1944 – 1945, Прикриващ фронт), като и докато е в състава на 1-ви български окупационен корпус в мирновременния му гарнизон се формира 4-та допълваща дружина. През септември 1944 година към полка е формирана гвардейска дружина. На 11 януари 1945 е демобилизиран.
С указ № 6 от 5 март 1946 г. издаден на базата на доклад на Министъра на войната № 32 от 18 февруари 1946 г. е одобрена промяната на наименованието на полка от 4-ти пехотен плевенски на Н.В. полк на 4-ти пехотен плевенски на генерал Скобелев полк.

## Наименования
През годините полкът носи различни имена според претърпените реорганизации:
- Четвърти пеши плевенски полк (1884 – 1893)
- Четвърти пехотен плевенски на Н.Ц.В.Пр.Кн.Търновски полк (1894 – 1 декември 1920)
- Четвърта пехотна плевенска дружина (1 декември 1920 – 1937)
- Четвърти пехотен плевенски полк (от 1938 г.)
- Четвърти пехотен плевенски на Н.В. полк (до 5 март 1946 г.)
- Четвърти пехотен плевенски на генерал Скобелев полк (от 5 март 1946 г.)

## Командири
| №  | звание        | име                 | дати                        |
| -- | ------------- | ------------------- | --------------------------- |
| 1. | Подполковник  | Сергей Манаев       | 1884                        |
| 2. | Капитан       | Никола Петров       | от 14 септември 1885        |
| 3. | Майор         | Кръстю Маринов      | 1886 – 1890                 |
|    | Подполковник  | Стоян Ботушаров     | през 1892                   |
|    | Подполковник  | Ангел Панев         | 23 март 1894 – ноември 1894 |
|    | Подполковник  | Димитър Фиков       | ноември 1894 – 1896         |
|    | Майор         | Никола Рибаров      | 1899                        |
|    | Полковник     | Димитър Гешов       | 1902                        |
|    | Полковник     | Минчо Киряков       | 1912 – 1914                 |
|    | Подполковник  | Константин Пазов    | Първа световна война        |
|    | Полковник     | Георги Панев        | Първа световна война        |
|    | Подполковник  | Никола Стайчев      | от 1923                     |
|    | Майор         | Теодоси Даскалов    | от 1925                     |
|    | Подполковник  | Евстатий Липовански | от 1925                     |
|    | Подполковник  | Илия Бахчеванов     | от 1927                     |
|    | Подполковник  | Никола Марков       | 1929                        |
|    | Генерал-майор | Тодор Георгиев      | от 19 ноември 1932          |
|    | Подполковник  | Никола Наков        | 1934 – 1935?                |
|    | Полковник     | Никола Алексиев     | 1940 – 1941                 |
|    | Подполковник  | Цоцо Печевски       | 15 октомври 1944 – 1945?    |
|    | Полковник     | Димитър Пелтеков    | 1945 – 1946?                |
|    | Полковник     | Бенчо Йотов Бенчев  | 1946                        |

Други командири: Георги Сапов; Кирил Козловски (след Сръбско-българската война, но не по-късно от 1900 г.) В периода 01.061942 г.-15.10.1944 г..командир на полка е полковник Никола Харалампиев Русев, участник в Първата световна война, награден сорден за храброст и златен орден за участие във войната.
Паметникът на полка се намира на територията на Градската градина в Плевен.